# パット・ウィーバー
パット・ウィーバー(Pat Weaver)ことシルベスター・ラフリン・ウィーバー・ジュニア（Sylvester Laflin Weaver Jr.、1908年12月21日 - 2002年3月15日）は、アメリカ合衆国の放送業界の重鎮である。1953年から1955年にかけてNBCの社長を務め、放送の主役がラジオからテレビに置き換わっていく中で、商業放送のフォーマットと理念を再構築した。女優のシガニー・ウィーバーの父でもある。

## 若年期と教育
パット・ウィーバーはカリフォルニア州ロサンゼルスで1908年12月21日に生まれた。弟はコメディアンのドゥードルズ・ウィーバーである。
ウィーバーは、スコットランド系（おそらくマクファーレン氏族）、アルスター・スコット系、および初期のニューイングランド系の血を引いている。1740年にアイルランドのアルスターからアメリカに渡った火薬製造者チャールズ・ラフリンの子孫である。ラフリンはマサチューセッツ州オックスフォードに定住した後、1749年にウェストフィールドに土地を購入した。ラフリンの子孫には、アメリカの火薬製造者であり、実業家、慈善家、シカゴの初期開拓者であるマシュー・ラフリンがいる。
ウィーバーは1930年にダートマス大学を卒業した。

## キャリア
ウィーバーは、ラジオの黄金時代に広告代理店・ヤング&ルビカムで働いていた。1930年代半ばには、フレッド・アレンのラジオ番組"Town Hall Tonight"をプロデュースし、その後、同社制作の全てのラジオ番組を管理した。CBSに対抗しようとしていたNBCは、1949年にウィーバーを採用した。ウィーバーはNBCで、テレビ放送ネットワークの標準となる多くの運営方法を確立した。ウィーバーは、放送ネットワークが独自にテレビ番組を制作し、その番組放送中の広告時間を販売するという手法を導入した。それまでは、広告代理店が特定のクライアントのために番組を作るのが普通だったが、番組ごとに複数のスポンサー企業にCMを売ることができるようになったため、広告主が1社撤退しても、それが即座に番組の打ち切りにつながるということがなくなった。
ウィーバーは1952年に『トゥデイ』を制作し、その後、スティーブ・アレン司会の『トゥナイト』（1954年）、アルレーン・フランシス司会の『ホーム』（1954年）、デイブ・ギャロウェイ司会の『ワイド・ワイド・ワールド』（1955年）を制作した。『ザ・トゥナイト・ショー』をウィーバーが手がけたかどうかについては、歴代の司会者のスティーブ・アレンやジャック・パールなどが異論を唱えているが、同番組の放送中に、司会のジョニー・カーソンとゲストのディック・キャベットは、ウィーバーが『トゥデイ』と『ザ・トゥナイト・ショー』の両方を制作したと述べている。数年後、パールは「彼（ウィーバー）は番組を発明したのではなく、素晴らしいメモを書いたのだ」と語っている。
ウィーバーは、放送には娯楽だけでなく教育も必要だと考えていた。ウィーバーは、NBCの番組には1回につき1つ以上の洗練された文化的な言及やパフォーマンスを盛り込むことを要求した。シド・シーザーとイモジーン・コカの『ユア・ショー・オブ・ショーズ』において、ヴェルディのオペラをコミック風にアレンジするなどである。
ウィーバーは、NBCラジオも無視しなかった。1955年、ラジオ放送ネットワークが衰退していく中で、ウィーバーは『モニター』を制作し、ラジオ放送ネットワークの復活に貢献した。この番組は、週末の雑誌形式の番組ブロックで、ニュース、音楽、コメディ、ドラマ、スポーツなど、放送できるものなら何でも取り上げ、広告主を交代しながら、放送ジャーナリズム、エンターテインメント、スポーツの分野で最も印象的な人物を起用した。
ウィーバーは、広告主が番組全体のスポンサーになるのではなく、番組内の時間ブロック（通常1～2分）を購入するという雑誌スタイルの広告を開発した人物である。このスタイルは、放送ネットワークに適していた。
雑誌と同じように、テレビ局はどのような広告を放送するかをコントロールすることができ、特定の広告主が番組に対する独占的な権利を持つことができなくなった。
広告主も放送ネットワークの幹部も、ラジオの聴取者は録音された番組よりも生放送を好むと考えているという点で一致していた。ウィーバーは、ラジオを聴く人が少なくなったのは、予測可能な定期的な番組にリスナーが飽きたからだと考えていた。ウィーバーは、90分の生放送の特別番組を提唱した。『ピーター・パン』のように大成功を収めた番組もあったが、ライバルのCBSでは、『アイ・ラブ・ルーシー』のように定期的に放送され、事前に撮影された伝統的な番組の方が人気があり、コストもかからず、再放送も可能であった。NBCは1956年8月にウィーバーを解雇した。ウィーバーはその後、放送ネットワークで働くことはなかった。
ウィーバーがNBCを辞めた後も『モニター』は継続され、ウィーバーがNBCのトップに就いていた期間よりも長く続いた。後継者（デイヴィッド・サーノフの息子のロバート・サーノフ、後にロバート・キントナー）によって番組制作のやり方が統一されていった。
NBCを退社してから数年後の1960年11月、ウィーバーは『デンバー・ポスト』紙の日曜版に記事を掲載し、放送ネットワークへの不満を露わにした。1950年代前半に始まったテレビの黄金時代は、1950年代の後半から1960年代前半にかけて徐々に衰退していき、それは放送ネットワークが次々と誤った判断を下していったからだと主張した。記事の中でウィーバーは、NBC、CBS、ABCの経営上の問題を指摘している。「テレビは1ダース近くの種類があったものが、ニュース番組とハリウッドストーリーの2つだけになってしまった。その原因は、NBC、CBS、ABCの経営陣にある。経営陣は国民に相応しいものを与えていない。このままのシステムでは希望が持てない」
ウィーバーは少なくとも2回、第4の全米テレビネットワークを提案したが、実現には至らなかった。1960年にニューヨークにテーマパーク「フリーダムランドUSA」が開園した際には、ラジオやテレビでの活動のコンサルタントとして才能を発揮した。
1985年に「テレビの殿堂」に殿堂入りした。

## 私生活
ウィーバーは1942年に女優のエリザベス・イングリスと結婚した。エリザベスは結婚を機に女優業を引退した。2人の間には、トラジャン・ビクター・チャールズ・ウィーバー(Trajan Victor Charles Weaver)と、スーザン・アレクサンドラ・ウィーバー(Susan Alexandra Weaver)という2人の子供が生まれた。スーザンは、シガニー・ウィーバーの芸名で女優となった。
パット・ウィーバーは2002年にサンタバーバラの自宅で自然死した。93歳だった。